# 단단한 놈 (영화)
"단단한 놈"은 1989년에 개봉한 대한민국의 영화이다.

## 캐스팅
- 안병경 : 차돌이 역
- 김나희
- 정은수
- 김정하
- 박봉서
- 김현진
- 박용팔
- 강주현
- 유경애
- 김경란
- 강희